# Kecamatan Siantan Selatan
Kecamatan Siantan Selatan är ett distrikt i Indonesien.   Det ligger i provinsen Kepulauan Riau, i den nordvästra delen av landet, 1 000 km norr om huvudstaden Jakarta. Kecamatan Siantan Selatan ligger på ön Pulau Temiang.